# Mr.五右衛門
『Mr.五右衛門』（ミスターゴエモン）は、コナミが開発し1986年5月に稼働したアーケード用横スクロールアクションゲーム。

## 概要
同社の看板作品『がんばれゴエモン』シリーズの礎となった作品である。システムやストーリーなどは以降のシリーズとは異なるが、江戸時代を舞台にした和風なグラフィックや音楽は受け継がれている。
2010年6月2日よりGame Room (Xbox 360) で、2014年12月25日よりアーケードアーカイブス (PlayStation 4) で、2019年10月31日よりアーケードアーカイブス (Nintendo Switch) で配信がそれぞれ開始されている。

### ゲーム内容
レバー+2ボタンで主人公・五右衛門を操作し、群がるごろつきなどの敵をキセル（左ボタン）で攻撃したり、ジャンプ（レバー上成分）で踏み付けて倒し、千両箱を取得した後は追跡してくる役人に捕まらないようにゴール（村など）を目指す。この前後2パートを1ステージとしており、後半はボスキャラクターに当たる強敵が出現する。全4ステージをクリアするとループする。
ステージは数段の足場で区切られており、レバーの上下で上り下りしながら移動する。道中にはひょっとこの面、扇子などのアイテムが置いてあり、取ると右ボタンで投げつけて攻撃でき、まとめて倒すと高得点。敵に拘束されると一定時間身動きが取れずしばらくすると1ミスになるが、レバーを左右に振って抵抗することも可能。また、敵の飛び道具を喰らうと1ミス。ミスしたらその場で復活する。
パートごとの制限時間として画面最上段左側に月があり、ステージ中に少しずつ右へ移動し月が右側へ移動しきる前にゴールできないとミスとなる。なお、この月は叩くとボーナス点を出すギミックがある。

### アイテム
小槌
五右衛門が一定時間無敵になる。
千両箱
得点アイテム。
シャチホコ
ステージ最後に出現。取得すれば1周クリアとなる。

## ストーリー
天下の五右衛門が大胆にも盗んだ小判を道中ばらまきながら、お城の金の鯱を盗むってえ投げ文をしたもんで江戸の町は五右衛門騒動一色の有様。この大捕物の結末はいかに？

## キャラクター
石川五右衛門
本作の主人公。
雷神
ステージ1のボス。
写楽
ステージ2のボス。
天狗
ステージ3のボス。
千手観音
ステージ4のボス。

## 移植版
| No. | タイトル    | 発売日         | 対応機種        | 開発元                           | 発売元                           | メディア                              | 型式 | 売上本数 | 備考 |
| --- | ----------- | -------------- | --------------- | -------------------------------- | -------------------------------- | ------------------------------------- | ---- | -------- | ---- |
| 1   | Mr.五右衛門 | 2010年6月2日   | Xbox 360        | コナミデジタルエンタテインメント | コナミデジタルエンタテインメント | ダウンロード (Game Room)              | -    | -        |      |
| 2   | Mr.五右衛門 | 2014年12月25日 | PlayStation 4   | コナミデジタルエンタテインメント | ハムスター                       | ダウンロード (アーケードアーカイブス) | -    | -        |      |
| 3   | Mr.五右衛門 | 2019年10月31日 | Nintendo Switch | コナミデジタルエンタテインメント | ハムスター                       | ダウンロード (アーケードアーカイブス) | -    | -        |      |

## サウンドトラック
がんばれゴエモン さうんど玉手箱 ～オリジナル・サウンドトラック BOX～ （EMCA-0027）
- 上記の DISC 1 に収録されている。2017年5月26日発売。